# Det røde Rusland
Det røde Rusland er en stum dramafilm fra 1912 produceret af Filmfabrikken Skandinavien efter manuskript af  Aage Brandt. Filmens instruktør er ukendt.
Filmen havde premiere den 7. august 1912 i Biorama og i Kæmpe-Biografen.

## Handling
Denne artikel mangler et handlingsreferat. Hjælp os med at skrive det.

## Medvirkende
- Alma Lagoni - Sonja Gregorieff, polakinde
- Fritz Lamprecht - Felix Sassulitch, russisk politimand
- Tronier Funder
- Hans Kayrød
- Vera Brechling